# NGC 344
NGC 344 (другие обозначения — AM 0055-232, PGC 198261) — спиральная галактика в созвездии Кит.
Этот объект входит в число перечисленных в оригинальной редакции «Нового общего каталога».
Образует пару взаимодействующих галактик с NGC 343 (вместе они обозначены в каталоге Arp-Madore как AM 0055-232). Угловое расстояние между центрами NGC 343 и её меньшего по размеру компаньона, NGC 344, составляет 22" .
См. фотографию галактики.